# 帕維爾·普羅庫金
帕维尔·尼古拉耶維奇·普罗库金（羅馬化：Pavel Nikolayevich Prokudin；1966年8月17日—），曾任德涅斯特河沿岸总理。